# Senado de Zimbabue
El Senado es la cámara alta del Parlamento de Zimbabue. Existió desde 1980 hasta 1989 como un órgano no electo, y fue reintroducido en noviembre de 2005, aunque desde entonces la mayor parte de los escaños son elegidos directamente.

## Historia

### Senado de 1980 a 1989
El Senado original estaba compuesto por 40 miembros, 25 de los cuales eran designados por la Asamblea Nacional de Zimbabue, la cámara baja elegida directamente. Los demás escaños eran elegidos por el Presidente de la República y el Consejo de Jefes Tribales. Bajo el Acuerdo de Lancaster House, el 20% de los escaños en ambas cámaras estaban reservados para blancos, hasta 1987, cuando la constitución fue modificada para eliminar la segregación racial. Fue abolido por enmienda constitucional en 1989, con muchos Senadores siendo elegidos posteriormente para la Asamblea Nacional.

### Reintroducción en 2005 y enmiendas posteriores
El senado reintroducido, formado después de las elecciones celebradas el 26 de noviembre de 2005, tenía un total de 66 miembros. 50 eran elegidos directamente mediante un sistema de escrutinio mayoritario uninominal, mientras que los otros 16 eran designados, 6 por el presidente de la República y 10 por jefes tradicionales que eran elegidos en elecciones separadas.
La enmienda número 18 de 2007 preveía la ampliación del Senado a 93 escaños: 6 senadores de cada provincia elegidos directamente por los votantes registrados en los 60 distritos electorales del Senado; los 10 gobernadores provinciales designados por el presidente; el presidente y el vicepresidente del Consejo de Jefes; 16 jefes, siendo dos jefes de cada provincia que no sean provincias metropolitanas, y cinco senadores designados por el presidente.
El Senado fue nuevamente reformado con la constitución de 2013. La actual cámara alta consta de 80 miembros, 60 de los cuales son elegidos en circunscripciones de seis miembros mediante un sistema de representación proporcional con listas cerradas para un período de cinco años al mismo tiempo que los miembros de la Asamblea Nacional. Además, el Senado consta de 2 escaños para cada distrito no metropolitano de Zimbabue elegido por cada asamblea provincial de jefes que utilizan el voto único transferible. 1 escaños para el presidente y otro para el vicepresidente del Consejo Nacional de Jefes, y un escaño masculino y otro femenino para personas con discapacidad elegidas mediante el escrutinio mayoritario a nivel nacional por un colegio electoral designado por la Junta Nacional de Discapacidad.